# Theo Steimen
Theo Steimen (* 1895; † 1951) war ein Schweizer Autor und Holzhändler. Er hielt sich mehrere Jahre im französischen Äquatorial-Westafrika (Gabun) auf und schilderte seine Erlebnisse mit den Leopardenmenschen in Romanform.

## Werke
- Der Stromschnellen-Fetisch. Eine wahre Geschichte aus dem Urwald Äquatorialafrikas, in: ???, München, C. H. Beck 1933, S. 419–427
- Ekia Lilanga und die Menschenfresser, Zürich, Schweizer Spiegel [1935] (3. Auflage 1936)
- Anita-Rose. Meine Fahrten auf dem Ogowestrom, Zürich, Schweizerisches Jugendschriftenwerk [1955].